# Harald Moltkegletsjer
De Harald Moltkegletsjer is een gletsjer in de gemeente Qaasuitsup in het uiterste noordwesten van Groenland. Het is een van de vier gletsjers die uitkomen in het Wolstenholme Fjord. De andere drie gletsjers zijn de Salisburygletsjer, de Chamberlingletsjer en de Knud Rasmussengletsjer. Van de vier gletsjers is de Harald Moltkegletsjer de zuidoostelijke gletsjer.
De Harald Moltkegletsjer heeft een lengte van meer dan 5 kilometer en een breedte van ongeveer 1500 meter.